# 雪卡宗
雪卡宗（藏語：ཞོ་ཁ།，威利转写：zho kha，意为“白山咀”或“酸奶色山咀”），又译为雪喀、索喀、索卡、硕喀等，是西藏历史上所设的宗之一，位于现今西藏自治区工布江达县东。
雪卡宗在藏巴汗时期便已设置。五世达赖喇嘛成立甘丹颇章政权后归西藏政府管辖，属工布地区一小宗。1960年与三东宗、觉木宗西部一同合并为雪巴县。